# Emertonia paraholsatica
Emertonia paraholsatica is een eenoogkreeftjessoort uit de familie van de Paramesochridae. De wetenschappelijke naam van de soort is voor het eerst geldig gepubliceerd in 1975 door Mielke.